# Gianfranco Zilioli
Gianfranco Zilioli (Clusone, 5 de marzo de 1990) es un ciclista italiano.

## Palmarés
2012
- Gran Premio Capodarco

2013
- G. P. Industria y Comercio de Prato

## Resultados en Grandes Vueltas
| Carrera | Carrera         | 2014 | 2015 | 2016  |
| ------- | --------------- | ---- | ---- | ----- |
|         | Giro de Italia  | —    | 71.º | 118.º |
|         | Tour de Francia | —    | —    | —     |
|         | Vuelta a España | —    | —    | —     |

—: no participa

Ab.: abandono